# Higher Ground (film)
Higher Ground är en amerikansk dramafilm från 2011 i regi av Vera Farmiga, som i denna film gör regidebut. Filmen är en adaption av Carolyn S. Briggs memoar This Dark World: A Memoir of Salvation Found and Lost, som gavs ut 2002. Briggs är även en av manusförfattarna till filmen. Rollistan består, förutom av Farmiga själv, även av Joshua Leonard, John Hawkes, Donna Murphy, Norbert Leo Butz och Bill Irwin.
Filmen hade världspremiär på Sundance Film Festival i USA, den 23 januari 2011. Den visades senare även på Los Angeles Film Festival, den 25 juni 2011, för att sedan få en begränsad biopremiär av Sony Pictures Classics, den 26 augusti 2011.

## Handling
Filmens handling utspelar sig under det tidiga 1960-talet och kretsar kring en ung kvinna vid namn Corinne Walker som har en skeptisk inställning till Gud. Strax efter att Corinne får en bror som är dödfödd, så börjar hennes föräldrars äktenskap, sakta men säkert, falla samman. Hon träffar sedan som tonåring en musiker vid namn Ethan Miller. De gifter sig efter att Corinne blivit gravid med dottern Abigail (även kallad "Abby"). De får ytterligare en dotter vid namn Lilly, och senare in i filmen även en son, vid namn Gabe.
Corinne går sedan, efter att hon och maken Ethan har varit om en bilolycka med hans bands turnébuss, med i ett kristet samfund, så att hon kan få mer vägledning kring Jesus och tron på Gud. Hennes tro blir dock ifrågasatt, av rörelsens konservativa krafter, vilket gör att hon även hamnar i en personlig kris.

## Rollista (i urval)
| Vera Farmiga       | – Corinne Walker  |
| Joshua Leonard     | – Ethan Miller    |
| Dagmara Domińczyk  | – Annika          |
| Norbert Leo Butz   | – Pastor Bill     |
| John Hawkes        | – C.W. Walker     |
| Bill Irwin         | – Pastor Bud      |
| Ebon Moss-Bachrach | – Luke            |
| Donna Murphy       | – Kathleen Walker |
| Nina Arianda       | – Wendy Walker    |
| Michael Chernus    | – Ned             |
| Sean Mahon         | – Liam Donovan    |
| Jack Gilpin        | – Dr. Dick Adams  |
| Molly Hawkey       | – Molly           |

## Produktion

### Utveckling
I april 2010 meddelades det att Higher Ground skulle bli Vera Farmigas regidebut. Higher Ground är löst baserad på memoaren This Dark World: A Memoir of Salvation Found and Lost av författaren Carolyn S. Briggs, som även var med och skrev filmens manus, tillsammans med Tim Metcalfe. Filmen producerades av Carly Hugo, Renn Hawkey, Jon Rubinstein och Claude Dal Farra, tillsammans med Matt Parker, Lauren Munsch, Brice Dal Farra och Jonathan Burkhart, som var exekutiva producenter.

### Rollsättning
I juni 2010 rapporterades det att Vera Farmiga även skulle spela huvudrollen i filmen. Övriga skådespelare som engagerats var Joshua Leonard, Norbert Leo Butz, John Hawkes, Dagmara Domińczyk, Bill Irwin, och Donna Murphy. Farmiga lyckades även övertala sin yngre syster Taissa Farmiga till att spela tonårsversionen av hennes rollfigur Corinne Walker, mot att hon då i utbyte skulle få en pickupbil.

### Inspelning
Det huvudsakliga kameraarbetet satte igång i området kring Hudson Valley i juni 2010, och varade i ungefär en månads tid.